# Hyllisia taihokensis
Hyllisia taihokensis är en skalbaggsart som först beskrevs av Masaki Matsushita 1933.  Hyllisia taihokensis ingår i släktet Hyllisia och familjen långhorningar.
Artens utbredningsområde är Taiwan. Inga underarter finns listade i Catalogue of Life.